# Pugo
Pugo é um município de  quinta classe de renda municipal (d) na província La Union, nas Filipinas. De acordo com o censo de 1 de maio  de  2020 possui uma população de 19 337 pessoas e 4 953 domicílios.